# 원산항 봉쇄
원산 봉쇄 또는 원산 포위전은 1951년 2월 16일부터 1953년 7월 27일까지 6.25 전쟁 동안 진행되었으며, 861일간 지속된 현대 역사상 가장 긴 해상 봉쇄였다. 주로 미국의 유엔 해군이 전략적 요충지인 원산시가 조선민주주의인민공화국 해군이 사용하는 것을 막았다.
봉쇄는 공산군 병력을 전선에서 이탈시키는 효과를 가져왔다. 조선인민군의 대포가 미 함대에 발사되었으나 대부분 비효율적이었고, 도시 자체는 유엔 해군 항공기와 군함에 의해 심하게 손상되었다.

## 배경

### 원산 작전

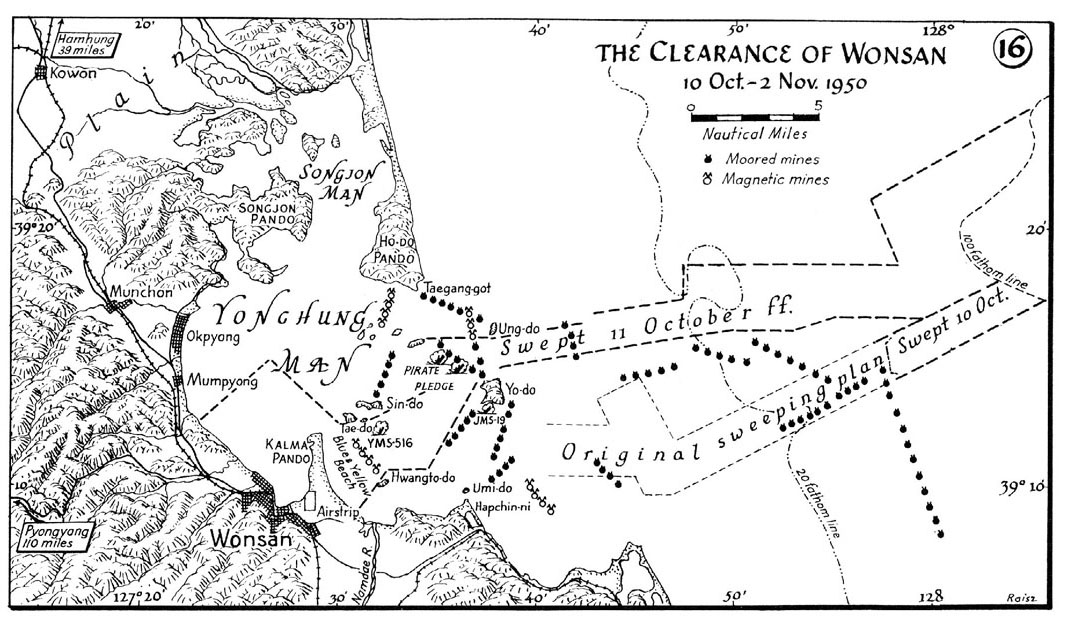
원산 작전의 전투 지도

원산은 전쟁 중 전략적 요충지였으며, 북한 남동부 해안에 위치한 대규모 항구, 비행장, 석유 정유공장, 75,000명의 인구, 그리고 여러 포대를 포함한 80,000명에 달하는 병력을 보유하고 있었다. 더글러스 맥아더 장군이 한반도 북서부 해안에 상륙한 인천 상륙 작전 이후, 그는 제10군단에 원산에 상륙하여 서쪽으로 진격하고 제8군과 합류한 다음 북한의 수도인 평양시로 진격하라고 명령했다.
북한 해군은 소련과 중국으로부터 다양한 종류의 기뢰를 충분히 공급받았으며, 이를 최대한 활용하여 원산을 방어했다. 소련의 군사고문단도 더 효과적인 기뢰 지대를 만드는 데 고용되었다. 작전의 첫 번째 목표 중 하나는 기뢰의 위치를 파악하고 제거하는 것이었다. 이를 위해 소해정의 사용이 필수적이었고, 수십 척이 봉쇄 작전에 투입되었다. 원산 소해 작전은 상륙 예정일보다 10일 전인 1950년 10월 10일에 시작되었다. 제임스 H. 도일 해군 소장은 소해 작전에 사용된 수십 척의 미국 군함으로 구성된 제90기동대를 지휘했다.
이틀 후인 10월 12일, 기뢰로 인해 소해정 USS Pledge과 USS Pirate이 침몰했으며, 이로 인해 12명이 사망하고 수십 명이 부상을 입었으며, 이 모든 과정은 북한 해안 포대의 정확한 사격 아래 이루어졌다. 미국 해군 태평양 함대는 제2차 세계 대전 이후 가장 큰 조선 프로그램을 통해 새로운 소해정 생산을 시작함으로써 대응했다. 다른 함정들도 기뢰와 포격으로 손상되었지만, Pirate와 Pledge의 손실은 작전 중 주요 교전으로 판명되었다.

### 테일보드 작전

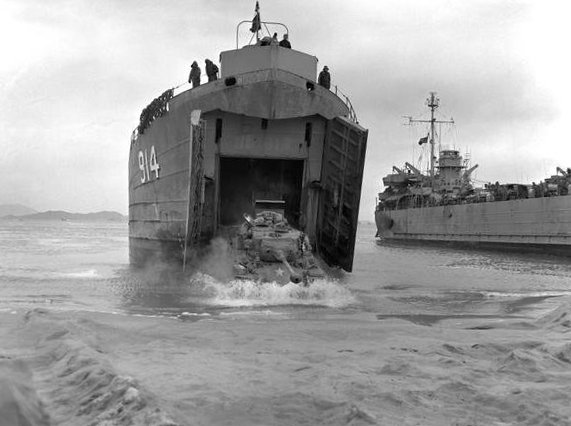
1950년 11월 2일 원산에서 상륙정에서 하선하는 미군 M46 패튼 전차

테일보드 작전은 미국 육군의 원산 상륙 작전의 암호명이었으며, 불필요한 것으로 밝혀졌다. 준비는 800마일 떨어진 인천에서 시작되었는데, 10월 15일 수천 명의 해병대와 병사, 총 30,184명이 상륙에 참여하기 위해 수송선에 승선했다. 그들이 10월 20일 원산 앞바다에 도착했을 때, 기뢰 지대 제거 작업이 여전히 진행 중이었으므로 제10군단과 제1해병사단은 5일 동안 해변으로 가는 길이 확보될 때까지 배에 머물러야 했다.
10월 25일에 상륙할 때가 되자, 북한군은 이미 철수했고 영국군과 한국군이 그 지역을 확보하고 있었다. 결국 상륙은 필요 없게 되었고 맥아더는 인천 전선에서 후퇴하는 조선인민군을 추격하는 데 제10군단을 사용하지 않은 것에 대해 비판받았다. 10월 19일, 한국 육군은 평양을 점령했고, 이에 따라 미 육군은 평양 대신 해안을 따라 북쪽으로 이동하여 흥남과 장진호 지역을 점령했으며, 제3보병사단은 11월에 원산에 상륙하여 증원군으로 투입되었다.

### 원산 철수
유엔군은 원산을 오랫동안 점령하지 못했다. 대규모 중국군 개입 이후, 연합군은 1950년 12월 9일 원산에서 철수하라는 명령을 받았으며, 이 과정에서 7,009명의 피난민, 3,384명의 군인, 1,146대의 차량, 10,013톤의 화물을 수송했다. 맥아더 장군의 계획은 일본에서 재정비한 후 부산 교두보를 유지하면서 또 다른 공세를 시작하는 것이었다. 북한군과 중국군이 도시를 탈환하자 방어선은 더욱 강력하게 재건되었고, 추가적인 기뢰가 배치되었으며 새로운 포대가 설치되었다.

## 봉쇄

### 초기 교전

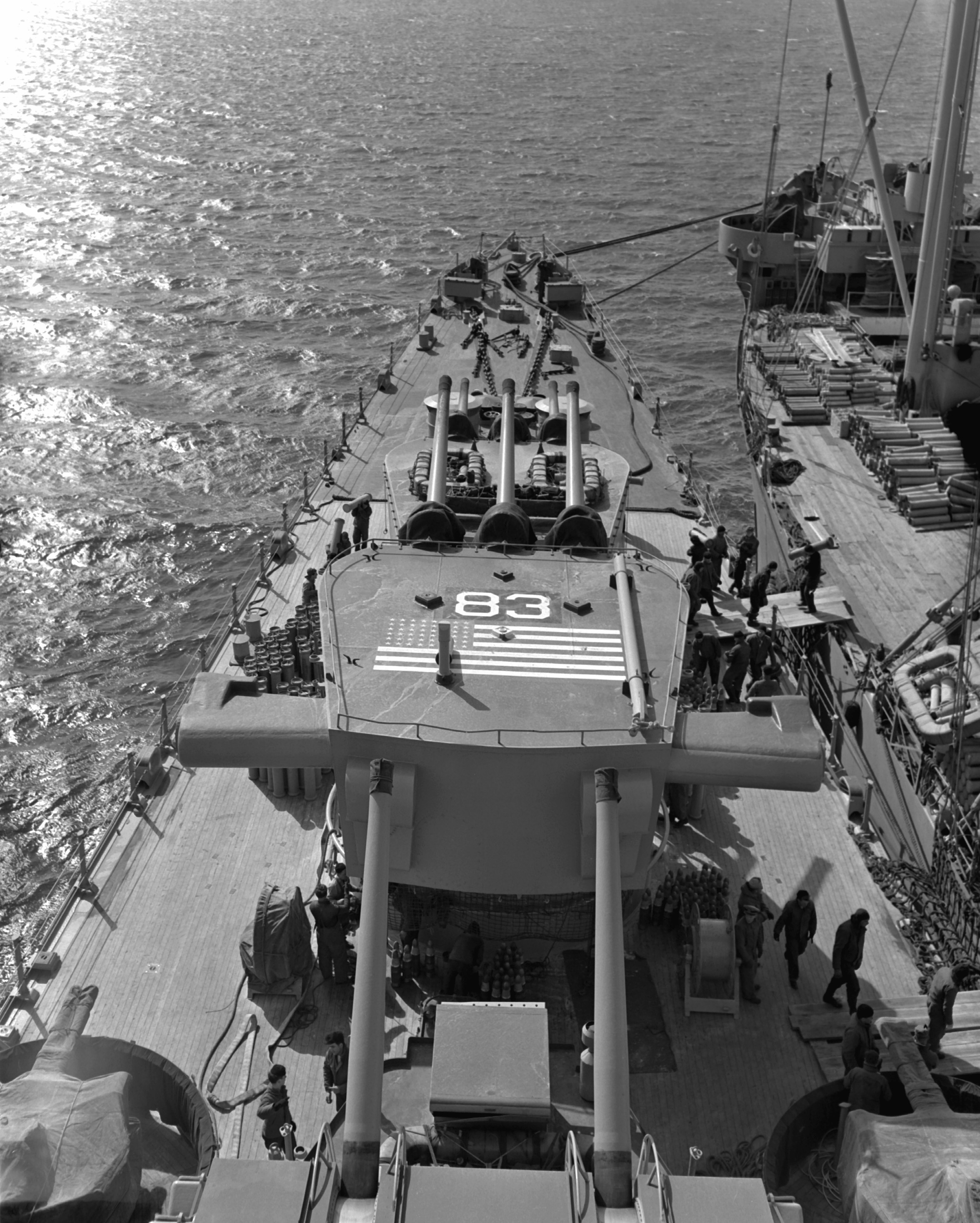
원산항에서 와

봉쇄는 1951년 2월 16일에 시작되었으며, 1953년 7월 휴전 협정이 체결될 때까지 861일간 지속되었다. 봉쇄 기간 동안 미국 해군 함정 및 항공기는 해안 포대와 반복적으로 교전했다. 여러 척의 미국 함정이 지상 포격으로 손상되었으나 파괴된 함정은 없었다. 유엔 제95.2기동부대가 봉쇄 임무에 할당되었고, 이들은 1951년 2월 17일 원산을 처음 포격하여 공산군이 사용하는 모든 것을 목표로 삼아 심각한 피해를 입혔다.
2월 19일, 찰스 O. 에이커스 사령관의 지휘를 받는 구축함 USS 오스본은 원산 지역의 해안 포대에서 포격을 받았다. 그녀는 두 발의 직격탄과 여러 발의 근접탄을 맞았으며, 기뢰 지대에 표류하던 USS 밸리포지에서 추락한 조종사를 모터보트로 성공적으로 구조했다. 이 보트의 보트 장교는 구조로 인해 동성 훈장을 받았다. 오스본은 결국 1951년 4월 수리를 위해 샌디에고로 돌아갔다가 나중에 다시 북한 해역으로 항해했다.
2월 24일, 원산항에 있는 무방비 상태의 신도리가 두 척의 미국 구축함과 두 척의 프리깃의 지원을 받는 한국 해병대에 의해 점령되었다. 원산 해안 포대는 3월 3일에도 유엔 군함과 교전했으나 기록된 명중은 없었다. 전함 USS 뉴저지는 1951년 5월 20일 전쟁 중 첫 해안 포격 임무에 참여했다. 원산 해상에서 순찰 중 북한 포대가 포문을 열었고, 뉴저지는 한 발의 포탄에 맞았다. 경미한 손상을 입었고, 한 명이 사망하고 두 명이 부상당했으며, 이는 전쟁 중 뉴저지의 유일한 사상자였다. 또 다른 포탄은 근접탄으로 뉴저지 후미에서 좌현을 넘어갔다. 그녀는 이후 적 진지를 침묵시킬 때까지 포격으로 응사했다. 원산에서 겪은 이러한 유형의 전쟁은 전쟁 내내 계속되었다.

### 파이어볼 작전
파이어볼 작전은 5월부터 9월까지 원산 지역에 대한 포격 작전의 암호명이었다. 이 작전에는 해군과 제5공군의 공중 자산이 공동으로 투입되어 북한군에 막대한 피해를 입혔다. 5월 21일 밤부터 5월 22일까지 전투가 한창일 때, 두 척의 미국 중형상륙함, 경순양함과 구축함의 지원을 받아 35분 만에 4,903발의 로켓을 발사하여 도시 방어 시설에 추가 피해를 입혔다. 유엔 항공모함 항공기는 조명탄을 발사하는 데 사용되었고, 군함은 포격에 집중했다.
LSMR이 원산 포위전에 투입된 것은 이번이 처음이었고, 시간이 지남에 따라 북한군 주둔지에 막대한 사상자를 발생시켰다. 6월부터 9월까지 LSMR은 총 12,924발의 5인치 로켓을 발사했다. 작전 중, 구축함 USS 브링클리 배스는 포대와 교전 중 경미한 손상을 입었으며, 이 교전에서 8명의 사상자가 발생했다.

### 레이토 해상 전투
5월 24일, 원산의 유엔 주둔함은 레이토 섬 남동쪽에서 여러 척의 소형 선박을 감지했다. 일방적인 야간 교전에서 경순양함 USS 맨체스터와 구축함 브링클리 배스는 레이더를 사용하여 사격을 지시했고 적 편대를 분산시켰다. 다음 날 4척의 삼판이 회수되었고, 11구의 적군 시신과 1명의 부상당한 북한군 포로가 잡혔으며, 삼판들은 각각 4개의 M-26 기뢰를 장착한 기뢰부설함으로 개조된 것으로 밝혀졌다.

### 워크호 사건
USS 워크는 당시 원산 지역의 해군 작전에 할당된 제77기동부대의 대령 마샬 톰슨이 지휘하는 구축함이었다. 1951년 6월 12일, 워크는 북한 해안에서 약 60마일 떨어진 북위 38° 52′  동경 129° 25′  / 북위 38.867°  동경 129.417°  위치에서 어뢰 또는 기뢰 지대에서 분리된 부유 기뢰에 피격되었다. 이로 인한 폭발은 워크의 좌현 선체를 심하게 손상시켰고, 26명이 사망하고 40명이 부상당했다. 많은 사상자가 폭발 시 선외로 날아가 물에 빠졌으며, 모두 구조되기까지 오랜 시간이 걸렸다. 이 사건은 미국 해군이 6.25 전쟁 동안 겪은 가장 치명적인 사건이었다.
그 직후, 인근 구축함 USS 해리 E. 허바드와 USS 브래드포드의 수병들은 워크의 우현에서 유막을 발견하고 두 척의 잠수함으로 보고된 것에 폭뢰를 투하하기 시작했다. 추격은 결국 중단되었고, 워크의 손상은 임시 수리되어 일본으로 향했다. 사건에 대한 후속 조사에서 손상된 함정에서 작은 금속 디스크가 회수되었고, 분석 결과 어뢰 신관의 일부로 결론지어졌다. 워크는 나중에 수리되어 다음 해에 한국 해역으로 복귀했다.

### 버즈 쏘 전투
미국 해군 장병들이 '버즈 쏘 전투'라고 부른 이 전투는 유엔의 원산 공격에 대한 북한의 대응이었다. 지난 몇 달 동안 북한군에 막대한 피해를 입힌 후, 공산군이 봉쇄를 해제하기 위해 새로운 무기를 사용하기 시작하면서 상황은 악화되었다. 1951년 7월 6일, 미국은 또 다른 해군 포격을 감행하여 막대한 사상자를 발생시켰고, 북한군은 1951년 7월 17일에 특히 심한 포격으로 보복하도록 유인했다.
4시간 반 동안 구축함 USS 오브라이언, USS 블루, USS 앨프리드 A. 커닝햄은 원산의 포대와 교전하며 2,336발의 5인치 포탄을 발사했다. 북한군은 강력한 저항을 보였고, 500발 이상의 탄착이 기록되었으나 미국 함정에는 심각한 피해가 없었다. 다음 날 USS 프랭크 E. 에반스는 포대와 교전하여 네 발의 근접탄을 맞았고, 함선에 탑승한 4명이 부상을 입었다.

### 킥오프 작전

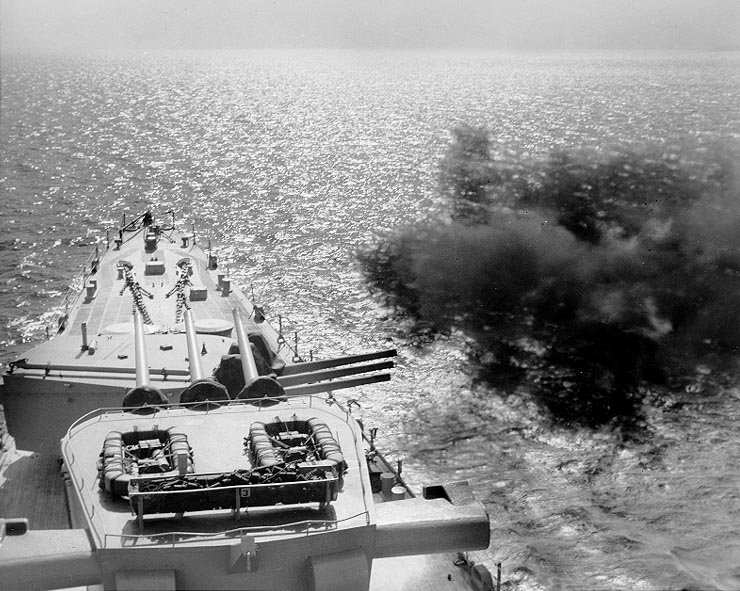
USS 맨체스터가 한국 해안에 6인치 포를 발사하고 있다.

1951년 6월 말부터 8월까지 북한의 미국 함선 공격이 증가하는 것으로 보이자, 미국은 적 포대 파괴에 집중하기 시작했다. 6월 28일, 구축함 USS 헨리 W. 터커는 원산항 포격 중 대포병 사격을 받았다. 한 발에 피격되어 경미한 표면 손상과 한 명이 부상을 입었다.
며칠 뒤인 7월 3일, 프리깃 USS 에버렛이 포대의 공격을 받아 피격되었고, 한 명이 사망하고 7명이 부상을 입었다. 미국은 고속항공모함 기동부대의 공격으로 대응했다. 하루 만에 원산에 대한 247회의 폭격 출격이 이루어졌고, 600명의 한국 해병대가 초도에서 본토를 습격했다.
7월 6일, 구축함 USS 프랭크 E. 에반스는 황토도에 병력을 상륙시킨 후 다른 두 척의 구축함과 함께 건물과 어뢰 기지를 포격했다. USS 블루는 다음 날 국도를 점령하고 북한군 진지를 감시할 관측 지점을 설치했다. 7월 11일, 여도 섬 부근에서 USS 블루와 프랭크 E. 에반스는 공격을 받았고, 약 50발의 탄착이 함정 근처에서 확인되었으나 명중된 것은 없었다. 특히 버즈 쏘 전투와 같은 공격으로 인해 미국 해군 지휘관들은 원산항 내 기동을 통해 포대를 약화시키는 것을 목표로 하는 킥오프 작전을 개시하기로 결정했다.
1951년 7월 17일부터 매일, 포격 집단에 할당된 연합 함대 요소들은 5 노트 (9.3 km/h)의 속도로 항해하며 알려진 적 진지를 포격하고, 오후 3시부터 어두워질 때까지 이를 계속했다. 기동 첫날, LSMR USS 클레리온 강과 USS LSMR-525는 갈마각, 우미도 및 호도반도의 적 포대에서 강력하고 정확한 사격을 받았다. 두 함정 모두 포탄에 맞았고 손상되었으나 심각하지는 않았다. USS 오브라이언 주변 수역에 500발 이상의 포탄이 떨어졌고, 오브라이언은 최소 두 차례의 피격을 받았다. 한 명이 부상을 입었으나 손상은 경미했다. USS 뉴저지와 중순양함 USS 헬레나도 포격에 참여했다.
8월 4일, 영국 해병대는 북한 해안 포대에 대응하기 위해 황토도에 박격포를 설치했고, 8월 11일, USS 호프웰는 해안 사격 통제반을 이용하여 원산 지역의 적군 병력 집중 지역과 수송 목표에 대해 직접 및 간접 사격 임무를 수행했다. 소해정 USS 덱스트러스, USS 헤론, USS 레드스타트는 호도반도 부근에서 점검 소해 작전을 수행하던 중 같은 날 해안 포대의 공격을 받았다. 덱스트러스는 두 발의 직격탄을 맞았고, 한 명이 사망하고 세 명이 부상당했으며 중간 정도의 피해를 입었다.
8월 20일 USS 울만에 대한 공격을 제외하고, 킥오프 작전은 새로운 포대가 건설될 때까지 봉쇄함에 대한 공격 횟수가 한동안 감소하면서 성공적임이 입증되었다. 그날 7문의 적 포가 울만에게 발포했고, 오랜 교전 끝에 5문의 포가 파괴되었으며 수병들에 의해 117발의 탄착이 확인되었지만 명중된 것은 없었다. 울만은 연합군 순찰대가 해당 지역에 진입했기 때문에 남은 두 문의 포를 침묵시키지 못하고 공격을 중단해야 했다.

### 갱신된 소해 작전

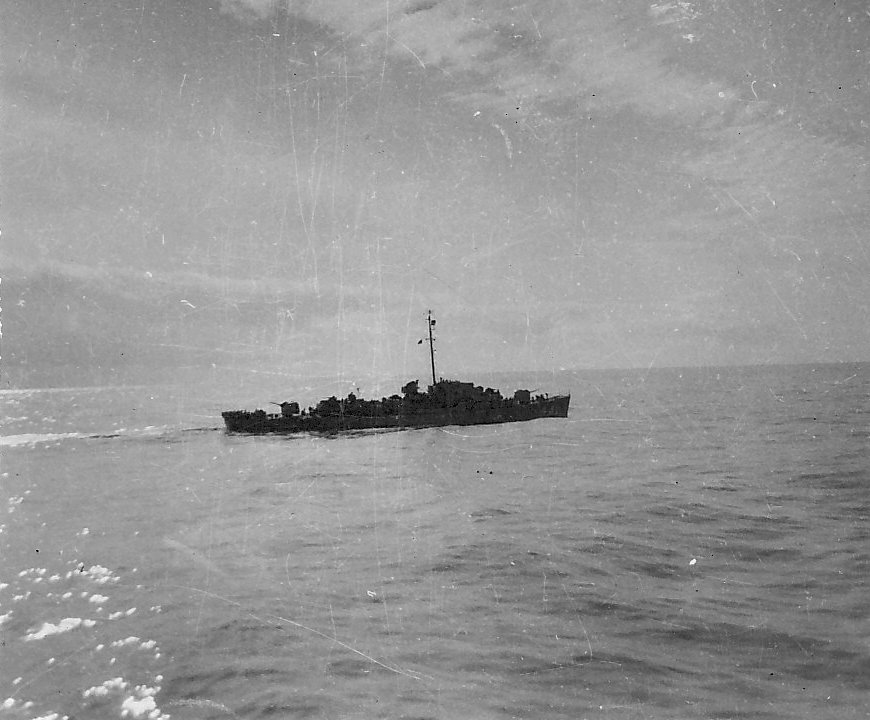
1951년 한국 해역에서

공산군이 여전히 원산과 흥남 접근로에 기뢰를 부설하고 있었기 때문에, 9월 5일 CTF-95 사령관은 소해 그룹 CTG-95.6에게 해안선을 소해하여 유엔 함정이 봉쇄 중 항상 해안의 포격 범위 내에 머물 수 있도록 명령했다. 완료 후, 연합군 군함은 더 이상 매일 밤 사거리 밖으로 철수할 필요가 없었다. 임무에 참여한 소해정들을 지원하던 중, 구축함 호위함 USS 윌리엄 시버링은 9월 8일 지상 포병에 의해 세 차례 피격되었다. 기관실이 침수되었지만 사상자는 없었다.
9월 10일, 소해정 레드스타트와 헤론은 사전 소해된 해역을 재확인하던 중 원산에서 다시 포격을 받아 손상되었다. 9월 20일, USS 올렉은 적군 병력과 박격포 진지를 포격하여 5발을 명중시켜 탄약고를 파괴했다. 올렉은 또한 기뢰 부설이 의심되는 대형 삼판을 공격하여 네 차례 포격으로 명중시켰다. 9월 24일, ROKN PF-62도 해안 포대의 공격을 받아 손상되었다. 세 발의 명중탄을 맞은 후, 프리깃은 중간 정도의 손상을 입었고 화재가 발생했다. 세 명의 한국군 수병이 부상당했지만, 그들은 함정을 완전히 파괴되는 것으로부터 구할 수 있었다.
기뢰 소해 작전은 몇 달 동안 계속되었고, 유엔 함정들은 새로운 기뢰 지대가 부설되지 않도록 끊임없이 여러 지역을 소해했다. 해안 포대가 연합군 군함에 명중하는 사건도 드물어졌고, 몇 주 동안 함정이 손상되지 않았다가 10월 29일 USS 오스프리가 교전했다. 오스프리의 기관실은 세 차례 피격된 후 침수되었고 통신이 끊겼으며, 한 명이 심하게 부상당했지만 함정은 침몰하는 것을 면했다. 11월 9일까지 소해 임무는 80% 완료되었고, 정확한 해안 포대 사격으로 유엔 함정이 작전을 완료하는 데 몇 주 더 지연되었다.

### 해전의 확대

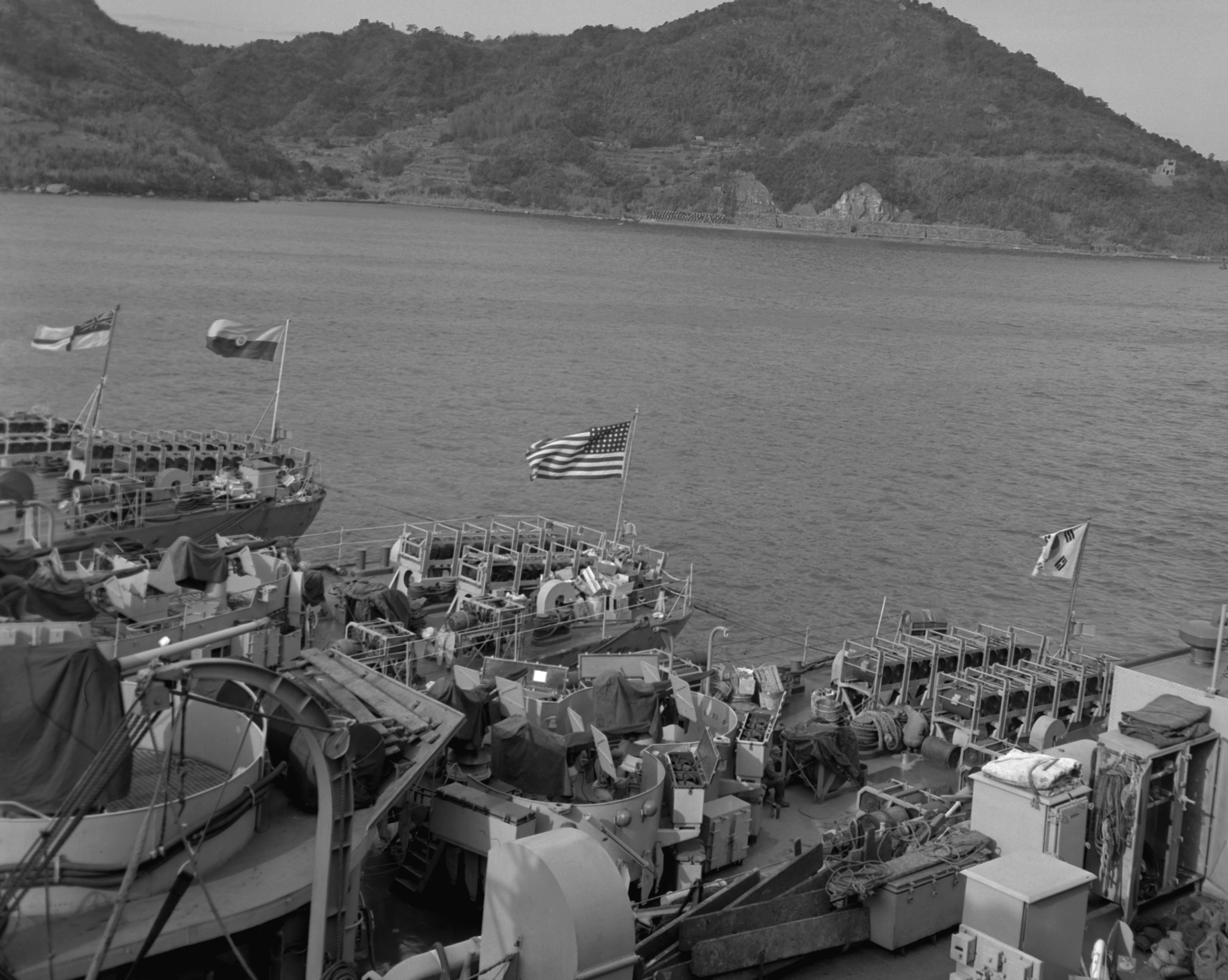
1952년 한강에서, ARC 알미란테 파디야,, ROKS 태동

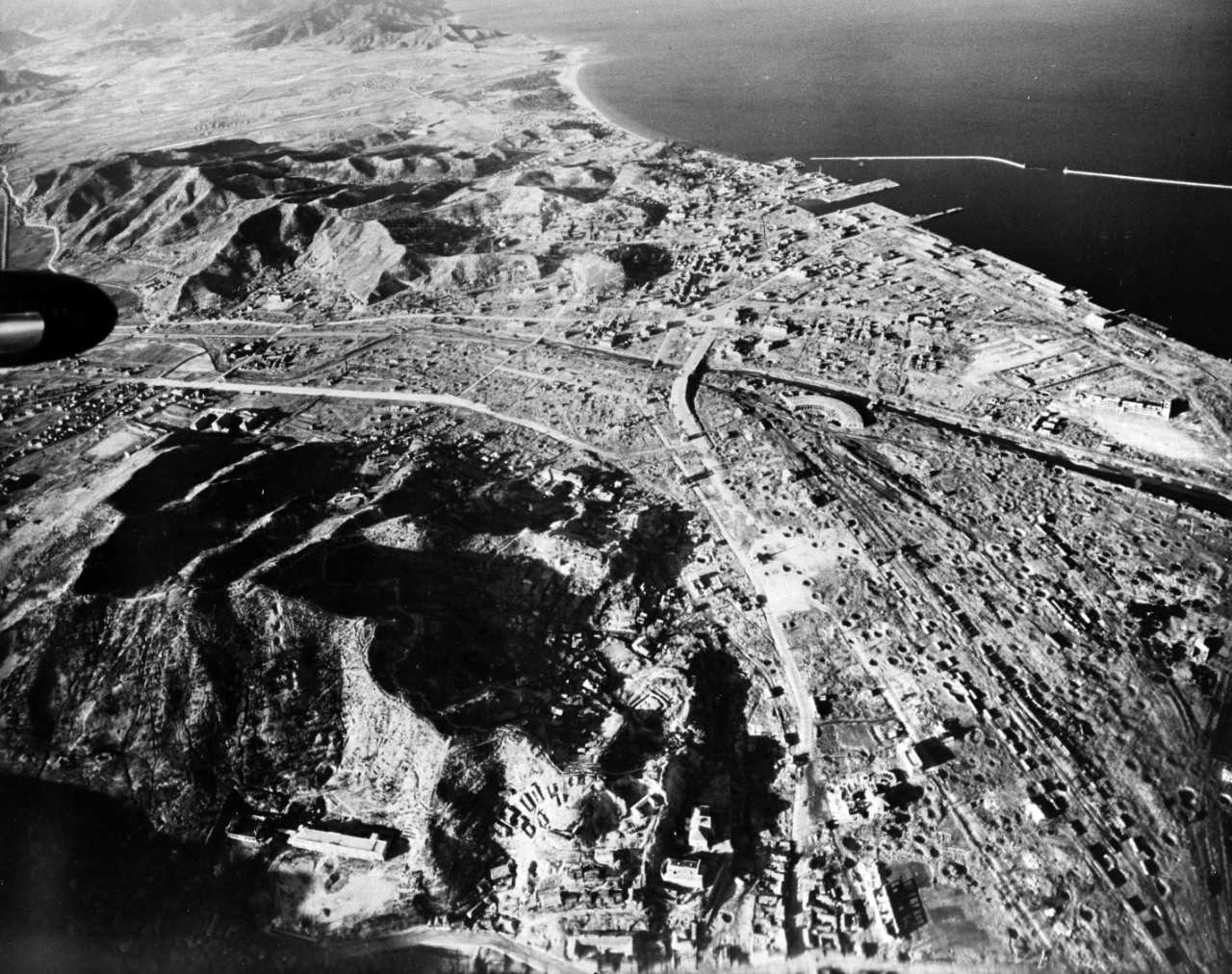
1년 간의 유엔 포격 이후 원산, 1952년 2월

1951년 말과 1952년에는 포로 또는 투항한 북한군으로부터의 정보가 더욱 빈번하고 신뢰할 수 있게 되었다. 이 정보는 북한군이 기뢰 부설을 위한 삼판을 건조하고 원산 주변 섬들에 대한 공세를 준비하고 있음을 미국에 알렸다. MiG 항공기도 더 많이 운용되고 있으며 유엔 항공기와 봉쇄군을 위협하기 시작할 것이라고 보고되었다. 소련과 중국으로부터 충분히 보급된 북한군 병력 또한 대규모 포격을 실시하며 자신들의 탄약 공급량을 과시했다.
해안 포대의 효과도 증가했다. 사격 통제 장비가 장착되고 공중 폭발탄도 사용되기 시작했다. 소해 작전이 대부분 완료되자, 미국 포격 부대는 다시 도시를 포격하기 시작했다. USS 뉴저지는 1951년 11월 1일부터 11월 6일까지 원산과 다른 인근 해안 목표물에 대한 일련의 공격을 수행했으며, 이 기간 동안 원산의 정유 시설, 기차, 다리, 터널, 철도, 병력 집중 지역 및 해안 포대를 목표로 삼았다.
11월 22일부터 24일까지 LSR 제31사단(LSMR 401, 403, 404 포함)은 사격 임무를 수행했으며, 11월 24일과 25일에는 해군 함포 사격이 가도 섬에 대한 유격대 공격을 지원하여 여러 북한군 포로를 잡았다. 11월 28일과 29일, 북한군은 소규모 공세 작전을 개시했다. 무장 삼판을 사용하여 황토도 섬의 정착지를 공격하여 민간인 한 명을 살해하고 민간인 다섯 명을 포로로 잡았다. 섬의 대부분의 가옥은 공격으로 파괴되었고, 북한군은 사상자가 없었다.
12월 20일에는 전함 USS 위스콘신이 참여하는 또 다른 대규모 원산 포격이 일어났다. 6일 후 ROKN PC-740이 원산항 도도 해상에서 기뢰에 부딪혀 침몰한 것으로 추정된다.
1952년 1월 11일, 레드스타트와 덱스트러스가 호위 없이 항해하던 중 호도반도로부터 정확한 포격을 받으면서 다음 주요 포격전이 시작되었다. 포격은 덱스트러스에 집중되었고, 덱스트러스는 상당한 표면 손상과 함께 1명이 사망하고 2명이 부상당했다. 나중에 USS 그레고리와 USS 조지 K. 매켄지는 76밀리미터 포대 4문과 1시간 동안 포격전을 벌였다. 매켄지는 36발의 포탄에 근접 탄착을 받았지만, 손상이나 사상자는 없었다. 매켄지는 또한 북한군 지휘소에 3발의 직격탄을 명중시켰다.
조지 K. 매켄지는 1월 24일 한도반도에서 USS 마샬과 함께 다시 교전했다. 두 함정 모두 손상되지 않았고 사상자도 없었다. TF-77은 2월 8일 원산에서 25마일 떨어진 곳에서 헬리콥터 추락 사고 생존자들을 구조했다. RESCAP의 보고에 따르면 관련 인원들은 적에게 포로로 잡혔다. 봉쇄 1주년이 되었을 때 원산은 매일 폭격을 받았지만, 가끔 유엔 함대는 더 큰 교전을 위해 화력을 합쳤다.
2월 16일, 봉쇄가 시작된 지 정확히 1년 후, USS 그레고리, USS 트와이닝, USS 로우언은 전쟁이 끝날 때까지 계속될 통상적인 포격에 나섰다. 3월 13일, 칼마각 원산에서 유엔군에 대한 적 해안 포대가 활동적이었다. USS 맨체스터, USS 제임스 E. 카이스, USS 맥긴티, USS 더글러스 H. 폭스의 대포병 사격과 고속 항공모함 기동부대 항공기의 도움으로 적 포대가 침묵했다. 정확한 해안 포대 사격은 사격 통제 장비의 사용 가능성을 시사했다.
USS 윌시와 브링클리 배스는 3월 20일 원산에서 해안 관측을 통해 해안 포대와 교전했다. 브링클리 배스는 원산시 근처에 위치한 포대 중 하나에 7발의 직격탄을 명중시켰다. 두 함정 모두 피격되지 않았지만, 브링클리 배스는 일부 파편을 맞았다. 3월 20일은 북한 포병에 의한 봉쇄 공격이 4일간 시작되었음을 알렸다. 5월 21일 USS 오스프리는 기뢰를 탐색하던 중 적 해안 포대의 공격을 받았다.
해안 관측병을 사용하여 오스프리는 3개의 포대를 침묵시켰고 손상되지 않았다. 브링클리 배스와 USS 스틱켈은 3월 22일 칼마각의 포대를 침묵시켰다. USS 윌시는 3월 23일 칼마각 동쪽의 포대에서 사격을 받았고, 브링클리 배스와 함께 대포병 사격으로 적 포대를 침묵시켰다. 다음 날 브링클리 배스는 호도반도에서 한 발의 포탄에 다시 맞았고, 5명이 부상당했으며 한 명은 심각했고, 함선의 무선 및 전자 장비에 손상을 입었다. 3월 28일 USS 벌링턴은 호도반도에서 포격을 받았고, 포탄이 함선을 가로질러 떨어졌지만 회피 기동으로 명중을 피했다. 벌링턴은 자체적으로 123발을 발사하여 작은 산불을 일으켰다.

#### 1952년 4월
USS 레너드 F. 메이슨는 4월 1일 호도반도를 포격하던 중 우현 폭뢰 신관 보관함에서 폭발을 경험했지만 사상자는 없었다. 윌시, USS 맥긴티, USS 콘도르도 작전에 참여했다. USS 심볼, USS 머렐렛, USS 에드먼즈는 4월 2일 원산 근처에서 적의 공격을 받았지만 다시 손상이나 사상자는 없었다. 같은 날 USS 윌시는 콘도르를 화력 지원하던 중 칼마각 동쪽 해안 포대에서 10발의 근접 탄착을 받았다. 윌시는 다음 며칠 동안 몇 차례 더 공격을 받았지만 모두 불확실한 접촉이었다.

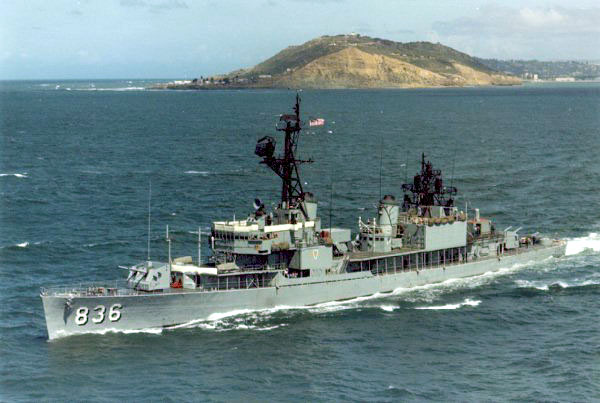

4월 10일 원산 지역에서 TF-77은 USS 세인트 폴과 USS 핸슨의 함포를 사용하여 협동 공격을 수행했다. 호도반도 북쪽에 있던 USS 실버스타인는 12,400 야드 (11,300 m) 거리에서 30발의 적 포격을 받았으며, 탄착점은 함선에서 50 to 300 야드 (46 to 274 m) 떨어져 있었으나 손상되지는 않았다. 이 사건은 북한군이 사격 통제를 더욱 정기적으로 사용하기 시작했다는 증거로 받아들여졌다. 4월 11일, 윌시와 맥긴티는 원산 해안 포대의 공격을 받았다. 두 함정은 별도의 지역에서 기동하며 대포병 사격을 가했다.
실버스타인, USS 카빌도, USS 아파치는 호도반도의 포대에 대해 제압 사격을 가했다. 맥긴티는 4월 17일 원산 근처로 이동하던 중 적 해안 포대에 의해 포격되었다. 맥긴티와 USS 매덕스는 반격하여 적 포대를 파괴했다. USS 카빌도는 4월 29일 호도반도의 해안 포대에서 다시 공격을 받았다. 세 발의 근접 탄착이 함선을 강타했고, 한 발의 직격탄은 구조물과 전기 배선에 경미한 손상을 입혔으며, 두 명이 부상당했다.
같은 날, USS 실버스타인과 USS 매덕스는 우미도에서 아군 삼판 두 척의 철수를 엄호하던 중 갑자기 적 포대가 발포했다. 삼판들이 첫 포격을 맞았고(총 30발), 실버스타인과 매덕스는 반격하여 포대를 제압했다. USS 밸리포지에서 출격한 항공기도 근접항공지원을 위해 호출되었다. 실버스타인은 약 105mm 포대에서 110발을 맞았지만 손상되지 않았고, 매덕스는 두 발을 맞았다. 이 교전에서 연합군 사상자는 없었다.
USS 왁스빌는 다음 날 해안 포대를 공격했으며, 4월 28일 실버스타인과 USS 컨서버는 호도반도에서 포격을 받았다. 한국 소형 함정과 함께 연합 함정들은 맞은편 포대를 포격하고 다른 근처 함정들이 철수하는 동안 연막을 깔았다. 컨서버는 약 122밀리미터 포격 10발을 받았다. 5월 7일, USS 왁스빌은 12발의 포격을 받았지만 분명히 반격하지 않았고, 5월 10일 원산항을 소해하던 중 USS 머간서와 USS 레드헤드는 칼마각에서 10발의 적 포격을 받았다.
또한 그날, 매덕스와 USS 래피는 북한 철도 목표를 공격하여 여러 발을 명중시켰다. 두 대의 철도 차량이 두 채의 건물과 함께 손상되었다. 칼마각의 포대들은 소해정들에 76mm 포탄 10발을 발사했으며, 가장 가까운 탄착은 함선에서 100야드 떨어졌다. 매덕스의 반격으로 두 발이 더 명중되었다. 다음 날, 매덕스, 래피, USS 허버트 J. 토마스, USS 에반스빌는 75mm 및 155mm 포탄 206발과 1시간 동안의 교전을 받았다.
북한군은 발견하기 어려운 숨겨진 포를 사용하고 있었지만, 한도반도, 합진리 및 칼마각에서 발포된 것으로 추정되었다. 반격으로 적 포 진지 3개가 파괴되었고, 허버트 J. 토마스는 한 발을 맞았으나 경미한 손상과 사상자는 없었다. 5월 17일, TG-95.2는 전날 호도반도에서 포로로 잡힌 7명의 포로 심문 결과, 적이 가까운 시일 내에 여도에 대한 공격을 계획하고 있음을 밝혔다. 병력은 헤도반도 두 곳에 집중되고 있었으며, 수송을 위해 약 80척의 어선 삼판을 사용할 예정이었다. 10일 후인 5월 27일, 원산의 해안 포대는 USS 카빌도와 오스본과 교전했다. 전형적인 교전에서 미국 함정들은 해안을 포격했고 손상되지 않았다. 다음 날 USS 오스본은 두 명의 북한군 병사의 항복을 받아들였다.

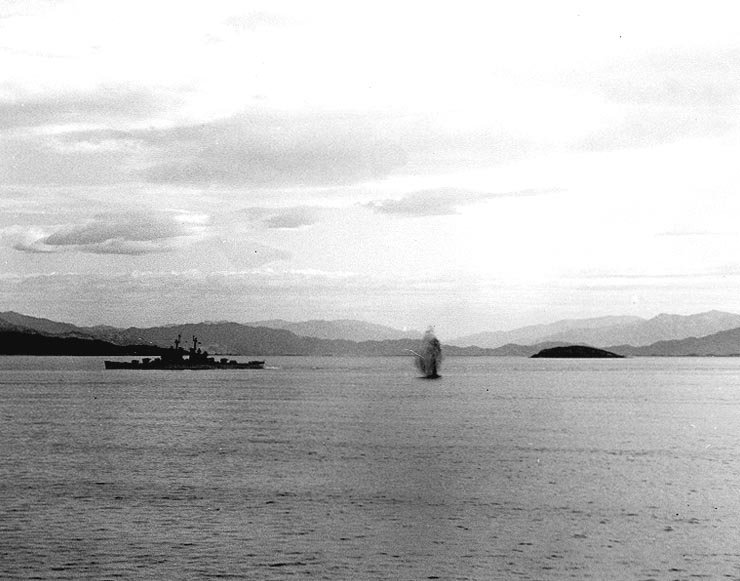
원산 해안에서 피격 중인 USS 맨체스터.

USS 오배넌은 5월 29일 북한군이 우호적인 섬에 발포한 후 적 포대를 제압했다. USS 오스본, USS 래드포드, USS 헤론도 5월 29일과 5월 30일에 교전했다. 오스본은 155밀리미터 포탄 6발을 맞았고, 래드포드는 약 75밀리미터 포탄 10발을 맞았으며, 가장 가까운 탄착은 함선에서 50야드 떨어졌다. 헤론은 함정 후미를 맞은 기관총 사격을 받았다. 어떤 교전에서도 아군 사상자는 없었으며, 모든 경우에 함정들은 함포로 반격했다.
6월 5일, 오배넌, 래드포드, USS 로프버그는 호도반도 남쪽의 75밀리미터 포대를 공격하여 침묵시켰다. 이 포대는 일부 미국 소해정에 발포했지만, 호위함들이 빠르게 침묵시켰다. 6월 7일 원산의 북한 포병이 황토도를 포격했다. 사상자는 보고되지 않았지만, 섬 위 국기를 관통한 총알 구멍 21개가 발견되었다. USS 앨버커키는 6월 12일 적 포격에 피격되어 한 명이 부상당했고, 6월 19일 북한군은 아군이 점령한 황토도에 또 다른 포격을 가했다. USS 파크스는 같은 날 원산 남쪽에서 철도를 수리하던 적군 병력 300명을 발견하고 28발을 발사했다. 그녀는 74명의 사상자를 발생시켰고 철교와 철로에 명중했다고 보고했다. 어둠이 내리자 파크스는 연합 항공기의 폭격 임무를 위해 해당 위치에 조명탄을 발사했다.
원산 포위전의 다음 교전은 한 달 후인 1952년 8월 10일에 일어났다. 헤도반도의 적 포 진지는 USS 바튼와 USS 자비스에 약 250발의 75밀리미터에서 155밀리미터 포를 발사했다. 바튼은 경미한 손상, 1명 사망, 1명 부상을 입었다. 자비스는 손상되지 않았고 대포병 사격으로 2개의 포 진지가 파괴되었다.
이틀 후, USS 그래플은 약 30발의 105밀리미터 포병 사격의 목표가 되었다. 함선은 흘수선 아래에 한 번 피격되어 경미한 손상을 입었다. USS 바튼은 이에 대응하여 89발을 발사하여 북한 포대 두 개에 3발을 명중시켰다. ROKN FS-905도 5월 12일에 공격을 받았다. 여도 섬 근처에 정박해 있던 ROKN FS-905는 고속어뢰정용 휘발유와 탄약을 싣고 있었는데, 적 해안 포대의 공격을 받아 우현 기관총 포대에 한 발을 맞았다. 손상은 경미했고 사상자는 없었다. 황토도는 8월 16일 북한군에 의해 칼마각에서 155밀리미터 포 4문과 대형 박격포로 다시 포격되었다. 포의 위치를 파악할 수 없어 연합군 군함 중 어느 것도 대응할 수 없었다.

#### 태풍 카렌
다음 며칠 동안 태풍 카렌이 한국 해역을 휩쓸었고, 봉쇄 활동도 중단되었다. 폭풍이 한창일 때 여러 유엔 군함이 손상되었다. 공산군은 이 기회를 이용하여 황토도를 다시 공격했다. 태풍이 지나간 후, USS 루이스는 원산 지역의 아군 섬들을 포격하던 칼마각의 적 포대에 5인치 포탄 7발을 발사했다. 적 포병은 침묵했지만, 1명이 사망하고 2명이 부상당했다.
1952년 9월 11일, 우미도의 포대들이 USS 루이스에 105mm 포탄 18발을 발사했지만 손상이나 사상자는 없었다. 9월 13일, USS 본험 리처드에서 출격한 항공기가 원산 근처의 130피트 길이의 해군 함정으로 보이는 선박을 공격하여 로켓과 20mm 기총 소사로 침몰시켰다. 이 적 함정은 전쟁 중 유엔군에 의해 침몰된 몇 안 되는 함정 중 하나였다. 이틀 후, 바튼은 원산항에서 동쪽으로 100마일 떨어진 해상에서 항해 중 부유 기뢰로 의심되는 물체에 부딪혔다. 5명의 병사가 실종된 것으로 집계되었고 나중에 사망한 것으로 추정되었으며, 6명의 다른 병사들이 부상당했다. 기관실이 침수되었고 다른 경미한 손상도 있었다. 침수는 통제되었고, 바튼은 자체 동력으로 사세보로 향했다.
USS 앨프리드 A. 커닝햄은 9월 19일 5발을 맞았다. 원산에서 발사된 포탄은 3,500야드 거리에서 105mm에서 155mm로 추정되며, 첫 발로 함선을 명중시켰다. 4발이 더 명중했고 7발의 근접 공중 폭발이 있었다. 8명의 미국인이 부상당했지만 모두 치명적이지는 않았다. 함선은 중간 정도의 손상을 입었지만, 159발의 반격 사격을 할 수 있었다.

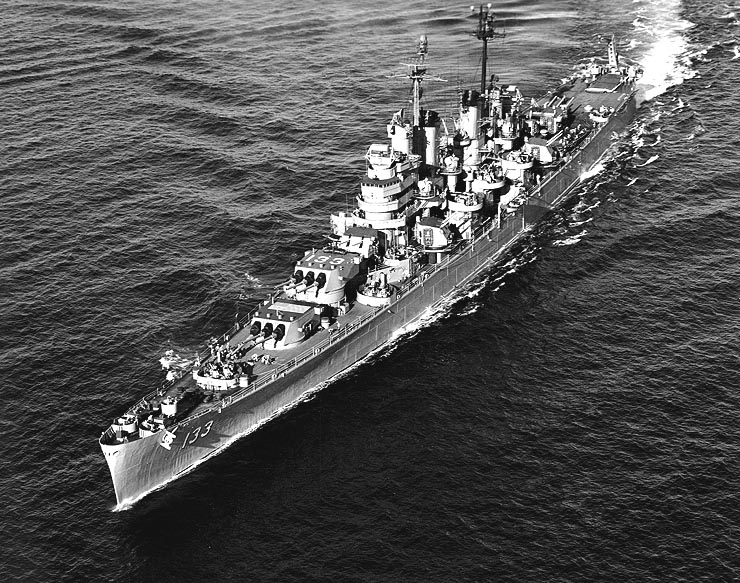
1951년 9월 USS 톨레도

USS 젠킨스와 USS 테일러는 황토도 근처 해안 포대의 공격을 받았다. 두 함정은 약 21발의 90mm와 3발의 105mm 포탄을 맞은 것으로 추정되지만, 손상된 곳은 없었다. 북한군도 황토도를 포격했지만, 그들의 포대는 젠킨스에서 발사된 39발로 침묵했다. 북한군은 며칠 후 여도 섬을 포격했고, 9월 23일 USS 아이오와는 공격을 받았지만 16인치 포로 빠르게 공격자들을 침묵시켰다. USS 테일러도 9월 25일 포대를 침묵시켰고, 헤론은 105mm 포격을 받았지만 손상되지 않았다. 함정 근처에서 3발의 탄착이 확인되었다.

#### 북한의 공중 공격
원산과 흥남에서의 첫이자 유일한 해군 공중전은 10월 7일에 발생했다. MiG-15기들이 TF-77 항공기를 세 차례 공격했으며, 한 MiG가 미국 AD기 두 대에 사격 통과를 하자 AD기들이 반격했다. 양측 모두 손상이나 사상자는 없었으며 MiG기들은 서쪽으로 철수했다. 나중에 4대의 MiG-15기들이 F4U기 편대를 공격했고, 다른 두 대는 흥남 근처에서 8대의 AD기들을 공격했다. 이 교전에서는 사상자가 없었으나, 그날 후반에 벌어진 마지막 공격에서 단 한 대의 MiG-15기가 흥남 근처에서 또 다른 교전 중 F4U기 4대 중 한 대를 격파했다.
10월 16일, USS 톨레도는 약 75mm와 122mm로 추정되는 포탄 4발을 맞았다. 모든 포탄이 함선에서 1,000야드 정도 떨어진 물에 떨어져 손상 보고는 없었다. USS 맨스필드도 약 75mm 포탄 40여 발의 공격을 받았다. 한 달 넘게 포격 교환이 없다가 11월 20일 USS 카이트와 USS 톰슨이 120mm 포격을 받았다. 톰슨은 그녀를 가로지르는 많은 포탄 중 한 발에 피격되어 한 명이 부상당하고 경미한 물적 손상을 입었다. USS 카이트는 다음 날 또 다른 교전을 벌였다. 그녀는 75mm 포탄 55발을 맞았지만 다시 사상자는 없었다.

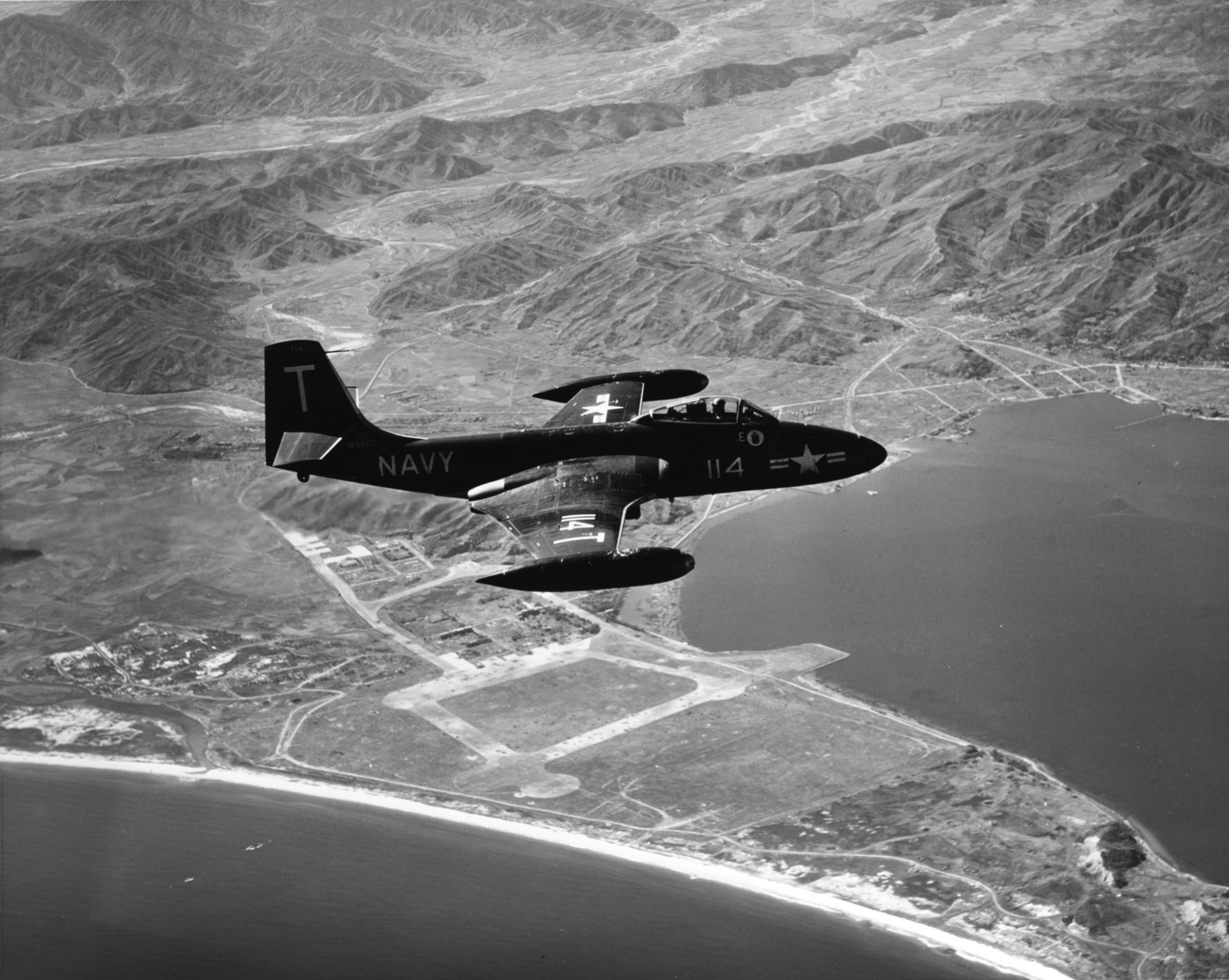
1952년 10월 20일 원산 상공을 비행하는 미 해군 항공기.

10월 21일 루이스는 원산항에서 작전 중인 한국 소해정 두 척에 화력 지원을 제공하던 중 적 포대의 공격을 받았다. 루이스는 지원하기 위해 움직이며 반격 사격을 하고 소해정들을 가리기 위해 연막을 전개했다. 루이스는 75mm 포탄 두 발에 맞았다. 한 발은 상부에 명중하여 경미한 손상을 입히고 한 명에게 경미한 부상을 입혔다. 다른 한 발은 1번 기관실의 선체 판을 뚫었다. 이 포탄은 폭발하지 않았지만 증기 폭발을 일으켜 즉시 6명을 사망시키고 7명에게 치명적인 부상을 입혔다. 루이스는 지원 없이 계속해서 반격 사격을 하고 연막을 전개했다. 그리고 교전을 중단하고 일본에서 긴급 수리를 했다. 전투에서 사망한 장병들을 위한 추모식이 10월 27일 함선에서 거행되었다.
11월 25일, 톰슨은 이번에는 적 항공기와 교전 중이었다. 제트기들이 미 함선 위로 6~8발의 폭발물을 떨어뜨렸고, 가장 가까운 폭발물은 300 야드 (270 m) 떨어진 곳에 떨어졌다. 항공기는 톰슨의 감시병에게 들렸지만 레이더에는 아무것도 나타나지 않았다. 12월 6일 남천강 하구에서 USS 머간서가 포격을 받자 윌리엄 시버링은 101발로 응사했다. 시버링 자신도 칼마각의 포대에 의해 포격을 받았다.
다음 날, 머간서는 칼마각에서 75mm 포탄 30발을 더 맞았지만 손상되지 않았다. USS 실드, USS 윌리엄 시버링, 유엔 소해정들은 12월 11일 약 75발의 포격을 받았다. 작은 소해정들은 장비를 버리고 연막탄을 사용하여 자신을 가려야 했다. 같은 날, USS 왁스빌과 USS 마샬은 여도 서쪽에서 충돌했고, 왁스빌은 선체 부속품에 표면 손상을 입었지만 여전히 작동 가능했으며 그 외에는 무사했다.
12월 12일, 마샬은 다시 공격을 받았고, 20발이 그녀를 향해 발사되었지만 모두 빗나갔다. USS 그래스프와 윌리엄 시버링도 공격을 받았지만 그들 역시 피해를 입지 않았다. 약 40발의 북한 포병이 12월 13일 남천강 하구 근처를 순찰하던 왁스빌과 마샬을 목표로 삼았다. 사격이 정확했지만 명중은 없었다. 가장 가까운 탄착은 왁스빌에서 10 피트 (3 m) 떨어진 물에 떨어져 파편 손상을 입혔다. 이에 대한 반격으로 12발이 발사되었다.
왁스빌은 12월 19일 다시 포격을 받았다. 3발이 그녀를 향해 발사되었지만 아무것도 함선을 명중시키지 못했다. 며칠 후, USS 톨레도는 도시를 포격하는 동안 같은 공격을 받았지만 손상되지 않았다. 12월 23일, 원산항에서 소해정들을 화력 지원하던 중, USS 마샬, USS 맥고완은 약 30발의 75mm 포탄으로 추정되는 포격을 받았다. 포격 중 4~9발의 공중 폭발이 맥고완 근처에, 60~70발이 마샬 근처에, 그리고 몇 발이 소해정들 사이에 떨어졌다. 교전 내내 북한군은 어떤 피해도 입히지 못했다. 맥고완은 이틀 후 또 다른 해안 포대 작전에 참여했다.

### 전투의 절정
1953년 1월 2일은 원산항의 유엔군 점령 섬에 대한 북한군의 대규모 포격이 시작된 첫날이었다. 다음 몇 달 동안 원산 및 그 주변의 적 해안 포대들은 주로 황토도와 여도에 수백 발의 포탄을 발사했다. 이 작전은 5월까지 지속되었고, 그 이후로는 덜 산발적으로 이어졌다. 또한 이 작전은 실패했는데, 유엔 정보에 따르면 북한 해안 포대의 90%가 봉쇄 함대가 아닌 유엔 점령 섬들에 집중되었음에도 불구하고, 거의 매일 발생한 포격 동안 유엔군 사상자는 4명 사망, 15명 부상에 그쳤기 때문이다. 작전 기간 동안 유엔 함정들은 끊임없이 대포병 사격으로 응사했다.
2월 9일과 2월 10일, 미국 해군 항공기는 원산에서 송진을 거쳐 청진과 회령에 이르는 보급 집중 지역과 수송 목표에 대해 최대 공격을 수행했다. USS 필리핀시, USS 오리스카니, USS 키어사지는 공산군의 물류 시스템에 막대한 피해를 입힌 작전에 참여했다. 원산 지역 공산군 포격의 일환으로, 2월 14일 적 포탄이 미국 해병대원 한 명을 포함하여 두 명을 사망시키고 아홉 명을 부상시켰는데, 이는 유엔 지상군에 대한 북한군의 가장 성공적인 포병 공격이었다. 여도의 지휘소도 손상되었고, DUKW 한 대가 파괴되었으며 다른 두 대는 선체에 손상을 입었다. 구호소, 두 개의 텐트, 통신선도 손상되었다. 황토도의 벙커 두 개가 무너져 내렸다.
3월 5일, 원산항에서 유엔군이 대규모 포격을 가하던 중, USS 미주리가 5발의 105mm 해안 포대 사격을 받았다. 미주리는 피격되지 않았고 포대를 신속히 침묵시켰다. 닷새 후 미주리는 도시를 포격하던 중 75mm에서 155mm 포탄 15발을 더 받았다. 미 함정은 다시 손상을 피했으며, 가장 가까운 탄착은 함선에서 500 야드 (460 m) 떨어진 곳에 떨어졌다. USS 머간서도 교전했으며, 가장 가까운 탄착은 그녀에게서 200 야드 (180 m) 떨어진 곳에 무해하게 떨어졌다.

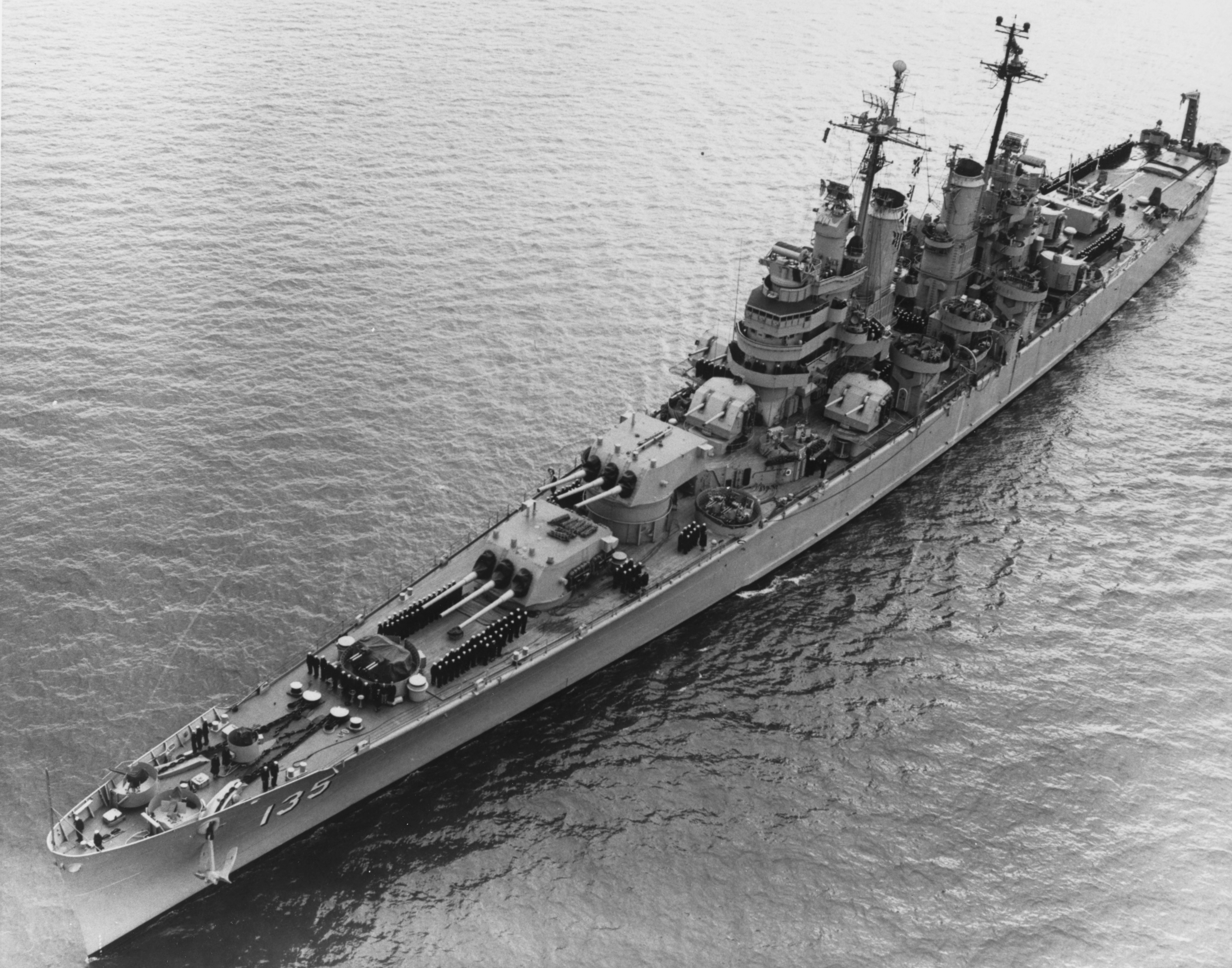
전쟁 중 USS 로스앤젤레스

1953년 3월 18일, USS 로스앤젤레스는 원산에서 포격 임무를 수행하던 중 두 발의 공중 폭발탄과 한 발의 지면 탄착탄이 함선 근처에 떨어졌다. 3월 22일, 또 다른 대규모 포격 중 두 발의 90mm 공중 폭발탄과 두 발의 105mm 포탄이 미주리 근처에 떨어졌지만 미주리는 손상되지 않았다. USS 프리쳇와 왁스빌도 포격을 받았지만 어떤 공격에서도 손상은 없었다. 프리쳇은 3월 25일 다시 공격을 받았지만 손상되지 않았고, USS 셸튼, USS 에버솔, ROKN AMS-502 및 ROKN AMS-515는 다음 날 비슷한 작전에 참여했다.
USS 로스앤젤레스는 3월 27일 적 포탄에 피격되었으나 손상은 경미했고 아무도 부상당하지 않았다. 하루 뒤 두 발의 공중 폭발탄이 프리쳇에서 200야드 떨어진 곳에 떨어졌고, 3월 30일과 31일 프리쳇은 35발의 적 포탄을 손상 없이 회피했다. 이후 8일간 해군과 공군 합동 작전이 원산의 방어 시설에 대해 시작되었다. TF-77 항공기가 도시를 폭격했지만 결과는 미미했다. 4월 2일, USS 로스앤젤레스는 원산 해안 포대에서 또 다른 피격을 받았다. 이번에는 주 마스트에 경미한 구조적 손상만 있었지만 13명이 부상당했다. 방탄복을 착용한 다른 14명도 피격되었지만 부상당하지 않았다.
북한 포대는 4월 5일 해군 함정을 목표로 삼았고, USS 매덕스는 75mm 포탄 6발을 맞았으며, ROKN AMS-515는 105mm 포탄 50발을 피했다. 두 함정 모두 피격되지 않았다. 이틀 뒤인 4월 7일, 공산군은 다시 봉쇄 함정을 목표로 삼았지만 아무런 결과도 얻지 못했다. USS 로스앤젤레스와 USS 맥코드는 두 발을 회피했고, 적은 원산 해안의 우호적인 섬에 대한 포격을 계속했다. 4월 8일, 함대에 최소 64발이 발사되었고 며칠 뒤 USS 에버솔과 로스앤젤레스는 해안 포대와 교전했다.
4월 16일, 매덕스는 10문 포대를 상대로 40분간의 교전에서 156발 중 한 발을 맞았다. 76mm 포탄은 주갑판 좌현에 명중하여 16인치 구멍을 뚫고 3명이 부상당했다. 매덕스는 반격했지만 적 포를 침묵시키지 못했다. USS 셸튼은 4월 17일 세 차례 포격을 받았다. 4월 19일은 원산 봉쇄 기간 중 활기찬 날이었다. 105mm 포 25발이 에버솔에 발사되었지만, 평소처럼 북한군은 함선을 명중시키지 못했다. USS 컬루도 세 발을 맞았고, 뉴저지와 USS 렌쇼는 41발을 더 맞았다. 그날 교전에서 손상된 유일한 함선은 USS 제임스 E. 카이스였다. 60발 중 한 발의 155mm 포탄이 제임스 E. 카이스에 3피트 구멍을 뚫었고, 이 과정에서 4명이 부상당했으며 한 명은 심각했다.

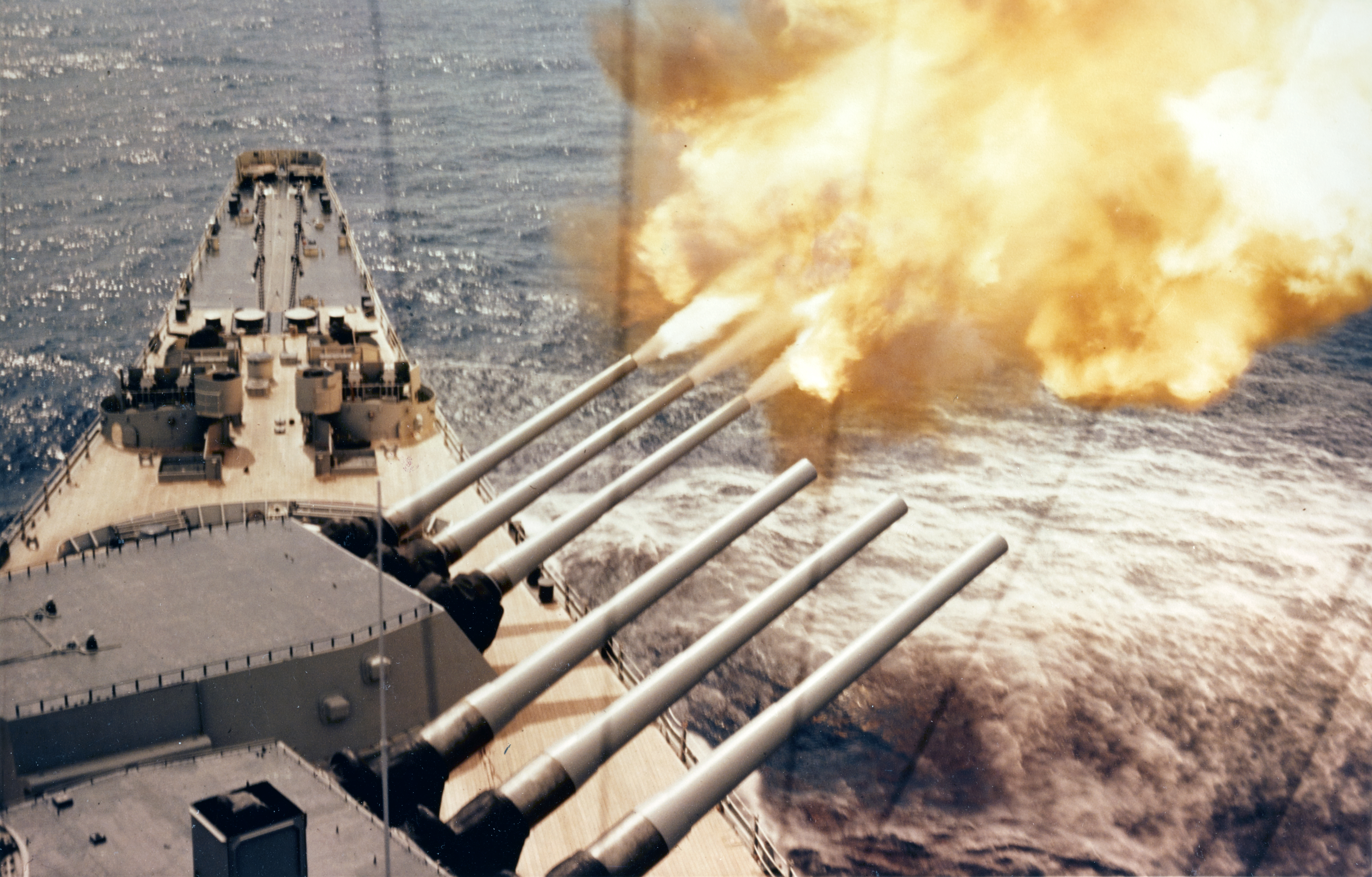
한국 해안을 포격하는 USS 위스콘신.

#### 유엔군 점령 섬에 대한 북한의 포격
4월 22일, 유엔군 점령 섬에 대한 북한군의 포격은 계속되었으며, 매일 수십 발의 포탄이 발사되었고, 그 중 일부는 USS 맨체스터를 명중시켰지만 경미한 손상만을 입혔다. 4월 23일 오후 2시 30분부터 4시까지 티도 섬은 칼마 반도의 포 진지로부터 집중적인 적 포격을 받았다. 미국인 한 명을 포함하여 해병대원 5명이 부상당했다. USS 헨더슨는 반격 사격을 제공했고, USS 오언는 사상자들을 태웠다. 임무 중 헨더슨과 오언은 포격을 받아 철수했고, TF-77 항공기가 해당 지역을 폭격하며 임무를 이어받았다.
다음 날 원산 포대는 약 100발의 76mm에서 105mm 포탄을 USS 제임스 C. 오언스와 USS 헨더슨에 발사했다. 손상이나 사상자는 보고되지 않았다. 제임스 C. 오언스는 4월 25일 공격을 받았지만 다시 손상은 없었다. 4월 29일, 유엔군 점령 섬에 대한 포격이 계속되던 중, HU-1 헬리콥터가 원산항 상공에서 기뢰 정찰 비행 중 14발의 근접 신관이 장착된 적 포탄을 받았다. 항공기는 손상되지 않았지만, 이 교전은 미국인들에게 북한군이 또 다른 새로운 유형의 무기를 사용하고 있음을 알려주었다. USS 거크도 그날 6발의 적 포탄을 피했다.
미국 해군은 1953년 4월을 적군과의 3년간의 전투 중 가장 치열했던 시기로 보고했다. 북한군은 봉쇄에 대한 반발만으로 2,000발 이상의 포탄을 발사했으며, 아군 유격대가 점령한 섬에는 1,000발 이상을 추가로 발사했다. 평소 월평균 발사량은 약 500발이었다. 북한군은 또한 호도반도에 숨겨진 포대를 건설했고, 미국은 5인치 포로 포격했지만 아무런 효과가 없었다. 이 때문에 유엔 해군은 이 무기들이 순양함, 전함 또는 해군 항공기에 의해 파괴될 때까지 낮에는 해당 지역에 머무르지 말라는 명령을 받았다.
4월 한 달 동안 기뢰전도 증가했다. 몇 달 동안 아무것도 찾지 못했던 원산항에서 32개의 새로운 기뢰가 발견되었다. 5월 2일, 숨겨진 포대들이 USS 매덕스와 USS 오언에 각각 두 발을 명중시키고 두 발을 근접 탄착시켰다. 두 함정 모두 경미한 손상을 입었지만 사상자는 없었다. 적군은 200발 이상의 포탄을 발사했다. 거크는 다음 날 원산항의 아군 섬들과 함께 포격을 받았다. USS 브레머턴는 적 포대에 대한 대규모 포격에 참여했고, 76mm에서 105mm 포탄 18발이 날아왔다. 한 발의 근접 탄착으로 두 명의 병사가 경미한 부상을 입었고, 함선은 상부에 표면 손상을 입었다. USS 새뮤얼 N. 무어는 5월 8일 90mm 포탄에 맞았지만 심각한 손상은 없었다. 포탄은 흘수선 바로 위 우현에 명중했다. 같은 포대가 USS 브러쉬에 총 64발을 발사했다.

#### 여도 섬에 대한 연합 공습
5월 15일, TF-77 항공기가 여도 섬의 비행장을 공격하는 동안 미국 함선들은 섬의 포대들을 침묵시켰다. USS 브러쉬는 그날 포탑에 피격되어 작동 불능이 되었고, 9명이 부상당했으며 그 중 4명은 심각했다. 전함 뉴저지는 5월 27일 포격을 받았지만 16인치 포로 신속히 제압했다. 한편, 섬들은 6월에도 계속해서 매일 포격을 받았다. 대규모 포격도 계속되었고 공산군은 모든 유엔 공격에 저항했지만 명중탄은 거의 없었다. 6월 3일, 원산 해안 포대는 USS 존 A. 볼와 USS 로프버그에 105mm 포탄 15발을 발사했지만 손상은 없었다. 포대들은 반격 사격으로 침묵했다.
USS LSMR-409는 6월 4일 피격되어 식당 칸과 무전실에 중간 정도의 피해를 입었고, 5명의 부상자가 발생했다. 적군은 LSMR로부터 200발 이상의 로켓을 맞고 침묵하기 전에 76mm 포탄 30발을 발사했다. USS PC-706은 호도반도 북쪽 해변에서 북한 어선 5척을 파괴했다. 태풍 주디로 인해 날씨가 매우 안개 꼈고, 이로 인해 TF-77의 작전이 3일 동안 방해받았다. 로프버그와 존 A. 볼은 6월 8일 포대의 공격을 받았지만, 이는 또 다른 불확실한 접촉이었다. 존 A. 볼은 다음 날 적 포대를 포격하는 데 보냈다. 6월 11일, USS 윌시는 약 45발의 105mm 포격을 받았다. 함정은 주갑판 우현에 한 번 피격되었지만 여전히 완전히 작동 가능했다. 파편으로 많은 손상과 갑판에 4인치 구멍이 생겼다. 미군 사상자는 없었다.
이 사건 3일 후, USS 브레머턴, USS 로프버그, USS 존 A. 볼은 포대와 교전했으며, 여러 포가 파괴되었고 아군 사상자는 없었다. 로프버그, 존 A. 볼, USS 커런트는 다음 날 110발의 포격을 받았지만 효과는 없었다. 호도반도의 해안 포대들은 연합 봉쇄에 점점 더 위협적이었다. 6월 17일 원산항의 구축함들에 집중 포격이 가해졌다. USS 어윈와 USS 로우언는 75발의 포격을 다시 피했고, 헨더슨은 또 다른 75발을 피했으며, 가장 가까운 탄착은 헨더슨에서 10야드 떨어졌다.
어윈과 로우언은 다음 날 또 다른 전투를 벌였다. 이 전투에서 북한군은 단일 교전에서 가장 많은 명중탄을 기록했다. USS 어윈은 칼마각에서 발사된 한 발에 맞아 주갑판에 3-피트 (0.9 m) 구멍이 뚫렸다. 5명의 미국 수병이 부상당했다. 로우언은 5발을 맞고 10명이 부상당했으며, 총 45발의 다양한 구경의 포탄을 맞았다. 구축함은 중간 정도의 손상을 입었다. 세인트 폴에는 36발이 발사되었지만 피격되지 않았다.

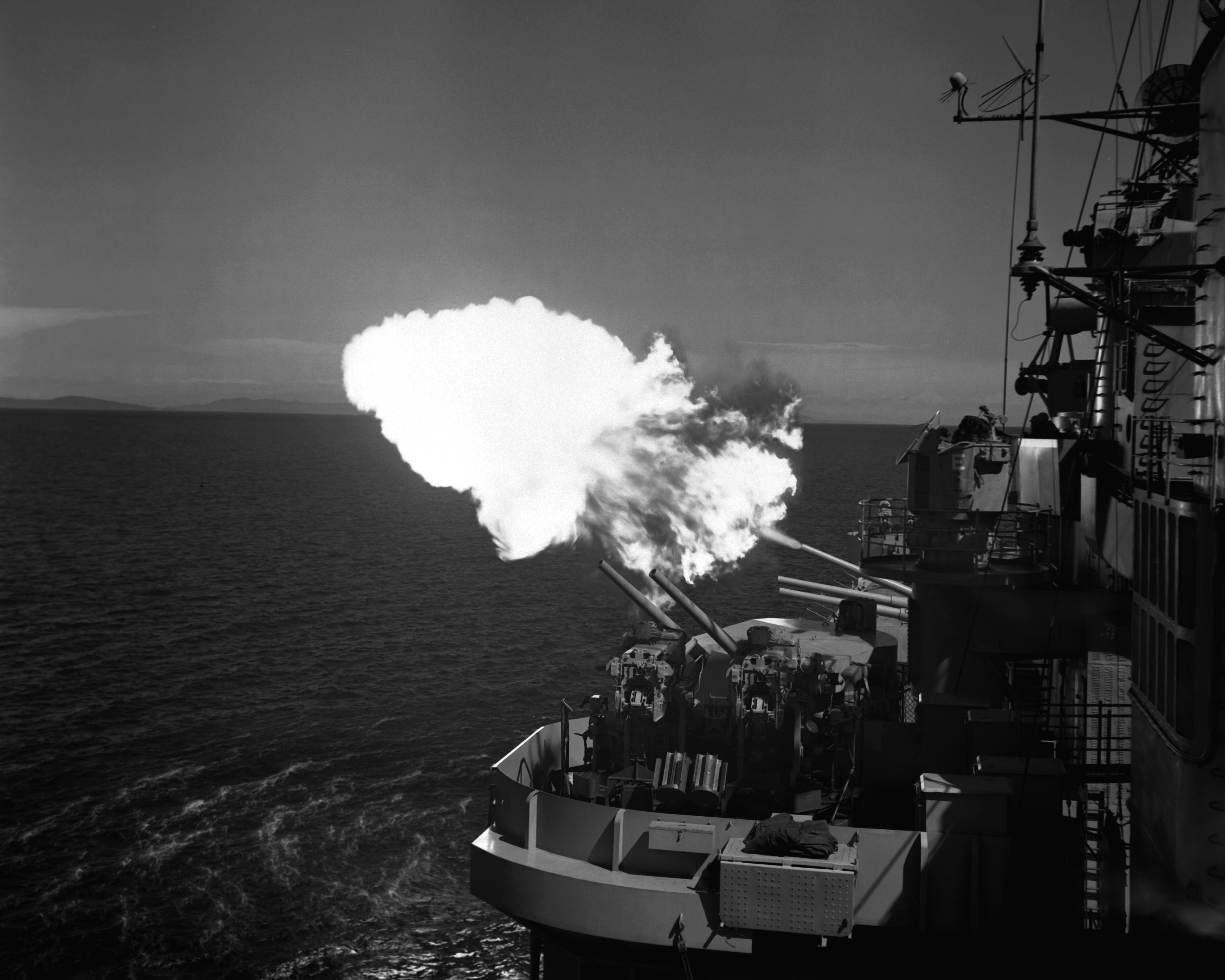
1953년 7월 27일 봉쇄의 마지막 포탄을 발사하는 USS 세인트 폴

같은 날 작은 수상 교전이 발생했다. 무장한 한국 육군 정보 보트가 북한군 30피트 경비정을 만났고, 10분 동안 함정들이 싸우다가 북한군은 포대 엄호 아래 철수했다. 경비정은 속력 20노트, 무전기를 탑재했으며 로켓 발사기, 기관총으로 무장하고 승무원들은 다양한 소형 화기를 휴대했다. 6월 19일 로우언과 브레머턴은 포격을 받았지만 명중된 것은 없었다.
USS 맨체스터는 7월 3일경 원산에 대한 대규모 포격을 수행하던 중 근접 탄착 파편이 후방 연돌에 2인치 구멍을 내고 화약실 문을 뚫었다. 7월 7일, 호도반도의 북한군 포수들은 봉쇄 함대에 발포했다. 76mm에서 122mm 포탄 300발 이상이 USS 로프버그, USS 토마슨, USS 햄너 근처에 떨어졌다. 토마슨은 공중 폭발 근접 탄착으로 상부에 구멍과 찌그러짐이 생겼지만 사상자는 없었다. 미국군은 교전이 끝날 때까지 880발의 대포병 사격으로 응사했다.
며칠 후 북한 포병은 USS 세인트 폴에 76mm에서 105mm 포탄 48발을 발사하여 포탑에 명중시켰다. 포 두 문이 손상되었지만 아무도 부상당하지 않았다. 다음 며칠 동안 북한군은 유엔 섬 공격에 집중하다가 7월 23일 세인트 폴이 155mm 포탄 12발을 유인했는데, 이 모든 포탄은 함선에서 10야드에서 50야드 떨어진 물에 떨어졌다. 7월 27일 세인트 폴은 해안 포대와의 전투에서 마지막 미국 포탄을 발사했다. 휴전 협정 체결과 함께 861일간의 교전은 끝을 맺었다.

## 여파
유엔 함선들은 원산에서 적대적인 영토에 대한 봉쇄를 그렇게 오랫동안 유지함으로써 중요한 목표를 달성했다. 유엔 해군은 북한군에게 막대한 사상자를 입혔지만, 자신들의 사상자는 상대적으로 적었다. 원산을 방어하던 북한 포병들은 대부분 비효율적이었고, 수천 달러 상당의 포탄이 낭비되었다. 원산은 파괴되었고 전쟁 후 수년 동안 그 상태로 남아 있었지만, 그 위치 때문에 결국 재건되었고 여전히 중요한 전략적 요충지이다.

## 같이 보기
- 6.25 전쟁 중 침몰 또는 손상된 미 해군 함정 목록